# 東北大学日就寮
東北大学日就寮（とうほくだいがく にっしゅうりょう）とは、宮城県仙台市太白区八木山緑町16番3号に存在する、東北大学の6つある学生寮の一つである。かつて中核派系全学連が拠点のひとつに位置付けていたという過去をもつ。

## 歴史
日就寮は100年以上の歴史を有する。1910年（明治43年）に仙台高等工業学校の寮として、現在の東北大学電気通信研究所付近に日就寮が設立されたことを起源とする。1940年（昭和15年）に現在地に移転し、1971年（昭和46年）4月に工学部工業力学科拡張委員会の工員宿舎として北山の地にあった宏富寮と統合して新寮として改築された。
1976年（昭和51年）4月1日、霽風寮と以文寮が日就寮敷地内に開寮し、これら3寮で八木山三寮と呼ばれるようになった。八木山三寮では集中暖房方式が取られ、暖房負担区分を三寮で統一する必要があった。大学と三寮は話し合いを開始し、大学側は従来の方針である建物面積比による負担案（寮生負担53.5%）を示した。これに対し、霽風寮と以文寮は了承したが、日就寮は寮生負担46.5%を主張して交渉はまとまらなかった。大学側は寮との話し合いが合意に達する見込みが薄いことから、暫定措置として寮生の負担率を46.5%としら通気時間を一日7時間とした。この暫定措置は延長を繰り返しており、交渉は暗礁に乗り上げていた。1980年（昭和55年）1月24日、学生部長が1979年（昭和54年）の暖房費について寮生負担47.5%を提示し、ようやく合意に達した。

### 沿革
- 1910年（明治43年） - 日就寮開寮[4]。
- 1940年（昭和15年） - 現在地に移転[4]。
- 1970年（昭和45年） - 東北大学初の鉄筋コンクリート造学生寮として竣工[8]。
- 1971年（昭和46年）4月1日 - 北山にあった宏富寮と合併し、再び開寮[4][1]。
- 1999年（平成11年）2月 - 電気代不払い運動および不法入寮生の存在を理由に大学が日就寮に入寮停止措置を下す[9]。
- 2000年（平成12年）2月20日 - 入寮停止措置が解除される[9]。
- 2007年（平成19年）2月 - 八木山三寮（日就寮、以文寮、霽風寮）食堂廃止[10]。

## 寮運営
東北大学の規程では、「学寮の管理運営の責任者は、理事又は副学長のうちから総長が指名する者とする」(第4条)と定められている。同規程に「自治」の文字はなく、大学当局は「寮生で構成する寮委員会が自治を強く標榜し、独自の方針の下、運営しています」と説明している。
大学当局は日就寮の入寮資格を「学部・大学院の男子学生（留学生を除く。）」としているが、日就寮委員会はこれに反して入寮募集対象を「東北大学またはそれに準ずる身分を有する者（学部・大学院、性別、国籍等不問）」としており、大学当局から次のような注意喚起がなされている。
日就寮を含め、東北大学の学生寮では寮生以外の宿泊は大学から禁止されており、寮生の友人や家族であっても宿泊することはできない。

## 不祥事
1998年（平成10年）11月25日、電気代をめぐって大学と日就寮が対立している中、日就寮生と名乗る、ヘルメット姿の者を含む50人ほどの集団が東北大学加齢医学研究所前に現れ、同事務部長らの制止にもかかわらず5階にある副総長の研究室の前まで乱入し、大声でシュプレヒコールを行い、研究所及び病院の静粛を乱し、同研究所の大切な研究の中断を余儀なくさせ、さらに研究所内の壁やドア等に大量のビラを貼り付け、汚損した。この事件の前後には東北大学片平キャンパス学務部庁舎前で寮生が大勢で示威行為を行ったり、「団交（団体交渉）」を大学側に要求したりしていた。12月8日には学寮専門委員会（大学当局と寮の窓口的役割を担っていた）と寮が話し合いを始めたが、話し合いを始めるや否や寮生らは学寮専委員長らに突進し、身柄を拘束した。その後の「話し合い」の様子について、東北大学学生生活協議会は「夜間9時過ぎまで学寮専委員を取り囲み、強圧的な言辞をまじえながら同じ趣旨の質問をし続けた」と述べている。
2000年（平成12年）11月12日に行われた東北大学学生生活協議会では会議場に寮生多人数で押しかけ、扉を叩いて大声で入室を強要し、協議会終了後も建物から出ようとする協議員を取り囲み写真撮影をし、かつ暴言による威嚇を行った。これに対し、東北大学学生生活協議会は厳重注意を行った。
2004年（平成14年）1月18日、「東北大学学生自治会」を名乗り、日就寮の旗を持った者を含む40数名の学生が、東北大学青葉山キャンパス理学部管理棟に押し掛け、当日予定されていた理学部の委員会の開催を妨害した。